# Rock Academy (série télévisée)
Pour le film, voir Rock Academy.
Rock Academy (School of Rock) est une série télévisée américaine en 45 épisodes de 22 minutes créée par Jim Armogida et Steve Armogida, diffusée entre le 12 mars 2016 et le 8 avril 2018 sur Nickelodeon et au Canada sur YTV. La série est une adaptation du film Rock Academy sorti en 2003.
En France, la série est diffusée en avant-première le 4 novembre 2016 et officiellement à partir du 21 novembre 2016 sur Nickelodeon Teen et au Québec à partir du 12 janvier 2017.
En Belgique, la série est diffusée en avant-première le 24 juin 2017 et officiellement diffusée le 4 septembre 2017 sur Nickelodeon Belgique sur VRAK, sous le titre L'École du Rock.

## Synopsis
Cette série se déroule à Austin, au Texas, et suit un groupe d'étudiants respectueux des règles : Zack, Lawrence, Freddy, Summer et Tomika, qui apprennent à prendre des risques et à atteindre de nouveaux sommets grâce à l'enseignant suppléant Dewey Finn, chanceux musicien qui utilise la langue du rock and roll pour inspirer sa classe à former une bande secrète. Tout au long de l'année scolaire, ces camarades de lycée se retrouvent dans des relations de navigation, découvrent leurs talents inconnus et apprennent des leçons sur la loyauté et les amitiés.

## Distribution

### Acteurs principaux
- Breanna Yde (VFB : Béatrice Wegnez) : Tomika
- Jade Pettyjohn (VFB : Sophie Frison) : Summer
- Ricardo Hurtado (VFB : Valéry Bendjilali) : Freddy
- Lance Lim (VFB : Esteban Oertli) : Zack
- Aidan Miner (VFB : Thibaut Delmotte) : Laurence
- Tony Cavalero : Dewey Finn
- Jama Williamson (en) : la directrice Mullins (récurrente saison 1)

### Acteurs récurrents
- Ivan Mallon : Clark
- Brec Bassinger : Kale (saisons 2 et 3)
- Will Kindrachuk : Asher (saisons 2 et 3)

### Voix françaises additionnelles
- Philippe Allard
- Valéry Bendjilala
- Pascaline Crèvecœur
- Franck Dacquin
- Thibaut Delmotte
- Alexis Flamant
- Sophie Frisson
- Robert Guilmard
- Fabienne Loriaux
- Esteban Oertli
- Olivier Premel
- Shérine Seyad
- Béatrice Wegnez

#### Informations supplémentaires
- Société de doublage : Lylo Post Production
- Direction artistique : Carine Seront et Laurence Stévenne
- Adaptation : Hélène Oscar Kempeneers et Rodolphe Pollet

## Production

### Développement
En août 2014, Nickelodeon a annoncé une adaptation en série du film Rock Academy, et le casting a été révélé en mars 2015.
Le 5 avril 2016, Nickelodeon a annoncé que la série avait été renouvelé pour une deuxième saison de 13 épisodes, et l'actrice Breanna Yde a annoncé sur son compte Twitter que la production de la deuxième saison avait débuté le 24 avril 2016. La deuxième saison a été diffusée sur Nickelodeon le 17 septembre 2016.
Nickelodeon a renouvelé la série pour une troisième saison de 20 épisodes le 2 décembre 2016. La troisième saison a été diffusée le 8 juillet 2017. Le 15 novembre 2017, Nickelodeon a annoncé que se sera la dernière saison de la série.

### Attribution des rôles
En avril 2016, Jama Williamson (la directrice Mullins) a été promu au casting régulier pour la deuxième saison de la série.

### Fiche technique
Sauf indication contraire, les informations mentionnées dans cette section peuvent être confirmées par la base de données cinématographiques IMDb,  présente dans la section « Liens externes ».
- Titre français : Rock Academy
- Titre original : School of Rock
- Autres titres francophones : L'école du Rock
- Création : Jim Armogita & Steve Armogita
- Réalisation : Jonathan Judge, Bruce Leddy, Trevor Kirschner, Michael Shea, Savage Steve Holland, Sean Lambert, Jay Kogen, Jody Margolin Hahn, Victor Gonzalez, Katy Garretson
- Scénario : Jim Armogida, Steve Armogida, Mike White, Gigi McCreery, Perry Rein, Jeremy Hall, Eric Friedman, Laurie Parres, Kevin Jakubowski, Jay Kogen, Sarah Jane Cunningham, Suzie V. Freeman, Alison Flierl & Scott Chernoff, Harry Hannigan, Shawn Simmons
- Musique :
  - Compositeur(s) : Gabriel Mann
  - Compositeur(s) de musique thématique : Gabriel Mann, Jeannie Lurie, Linus of Hollywood
  - Thème d'ouverture : Are You Ready to Rock?
- Production :
  - Producteur(s) : Harry Hannigan, Chris Phillips
  - Producteur(s) exécutive : Jim Armogida, Steve Armogida, Jay Kogen, Scott Rudin, Eli Bush, Richard Linklater
- Société(s) de production : Armogida Brothers Productions, Passable Entertainment, Paramount Television, Nickelodeon Productions
- Pays d'origine :  États-Unis
- Langue originale : Anglais
- Format :
  - Format image : 1080i (HDTV)
  - Format audio : Stéréo
- Genre : Comédie musicale
- Durée : 21–22 minutes
- Diffusion :  États-Unis,  Canada,  France,  Québec
- Public : Tout public

## Épisodes
| Saison | Saison | Épisodes | États-Unis        | États-Unis      | France           | France          | Belgique        | Belgique          |
| Saison | Saison | Épisodes | Début de saison   | Fin de saison   | Début de saison  | Fin de saison   | Début de saison | Fin de saison     |
| ------ | ------ | -------- | ----------------- | --------------- | ---------------- | --------------- | --------------- | ----------------- |
|        | 1      | 12       | 12 mars 2016      | 18 juin 2016    | 4 novembre 2016  | 6 décembre 2016 | 24 juin 2017    | 28 octobre 2017   |
|        | 2      | 13       | 17 septembre 2016 | 28 janvier 2017 | 10 avril 2017    | 26 avril 2017   | 23 avril 2018   | 10 mai 2018       |
|        | 3      | 20       | 8 juillet 2017    | 8 avril 2018    | 20 novembre 2017 | 25 mai 2018     | 28 août 2018    | 21 septembre 2018 |

### Saison 1 (2016)
| №  | #  | Titre français                            | Titre original                         | Première diffusion | Première diffusion | Première diffusion | Code prod. |
| -- | -- | ----------------------------------------- | -------------------------------------- | ------------------ | ------------------ | ------------------ | ---------- |
| 1  | 1  | Rassemblez-vous                           | Come Together                          | 4 novembre 2016    | 24 juin 2017       | 12 mars 2016       | 101        |
| 2  | 2  | On n'a pas toujours ce qu'on veut         | Cover Me                               | 4 novembre 2016    | 24 juin 2017       | 19 mars 2016       | 102        |
| 3  | 3  | Souriez, vous êtes filmés                 | Video Killed the Speed Debate Star     | 24 novembre 2016   | 9 septembre 2017   | 26 mars 2016       | 104        |
| 4  | 4  | Notre histoire (enfin, surtout la mienne) | The Story About Us (But More About Me) | 23 novembre 2016   | 16 septembre 2017  | 2 avril 2016       | 103        |
| 5  | 5  | Ça ne passera pas                         | We're Not Gonna Take It                | 25 novembre 2016   | 23 septembre 2017  | 9 avril 2016       | 105        |
| 6  | 6  | Un groupe sans nom                        | A Band with No Name                    | 28 novembre 2016   | 30 septembre 2017  | 16 avril 2016      | 106        |
| 7  | 7  | On peut tous devenir une star             | We Can Be Heroes, Sort Of              | 30 novembre 2016   | 7 octobre 2017     | 23 avril 2016      | 108        |
| 8  | 8  | Partir ou rester, telle est la question   | Should I Stay or Should I Go?          | 29 novembre 2016   | 14 octobre 2017    | 30 avril 2016      | 107        |
| 9  | 9  | À court d'argent                          | Money (That's What I Want)             | 2 décembre 2016    | 28 octobre 2017    | 7 mai 2016         | 110        |
| 10 | 10 | Mission : infiltration                    | Freddy Fights for His Right to Party   | 1er décembre 2016  | 28 octobre 2017    | 4 juin 2016        | 109        |
| 11 | 11 | Un groupe de trop                         | (Really Really) Old Time Rock and Roll | 5 décembre 2016    | 28 octobre 2017    | 11 juin 2016       | 111        |
| 12 | 12 | Presque champions                         | We Are the Champions… Maybe            | 6 décembre 2016    | 28 octobre 2017    | 18 juin 2016       | 112        |

### Saison 2 (2016-2017)
Le 5 avril 2016, la série est renouvelée pour une deuxième saison, diffusée à partir du 17 septembre 2016. Et en France, à partir du 10 avril 2017 sur Nickelodeon Teen.
En Belgique diffusée à partir du 23 avril 2018 sur Nickelodeon Belgique.
| №  | #  | Titre français                | Titre original                   | Première diffusion | Première diffusion | Première diffusion | Code prod. |
| -- | -- | ----------------------------- | -------------------------------- | ------------------ | ------------------ | ------------------ | ---------- |
| 13 | 1  | L'échange de profs            | Changes                          | 10 avril 2017      | 23 avril 2018      | 17 septembre 2016  | 201        |
| 14 | 2  | Tu dirais quoi si...          | Wouldn't It Be Nice?             | 11 avril 2017      | 24 avril 2018      | 24 septembre 2016  | 202        |
| 15 | 3  | Avec ou sans vous             | With or Without You              | 12 avril 2017      | 25 avril 2018      | 1er octobre 2016   | 203        |
| 16 | 4  | Concert masqué                | Brilliant Disguise               | 13 avril 2017      | 26 avril 2018      | 8 octobre 2016     | 204        |
| 17 | 5  | Sous le charme                | I Put a Spell on You             | 14 avril 2017      | 30 avril 2018      | 15 octobre 2016    | 208        |
| 18 | 6  | Bienvenue dans mon cauchemar  | Welcome to My Nightmare          | 17 avril 2017      | 1er mai 2018       | 22 octobre 2016    | 210        |
| 19 | 7  | Pause-déjeuner                | Truckin'                         | 18 avril 2017      | 2 mai 2018         | 5 novembre 2016    | 209        |
| 20 | 8  | Il faut suivre sa voix        | Voices Carry                     | 19 avril 2017      | 3 mai 2018         | 12 novembre 2016   | 207        |
| 21 | 9  | Elle sort vraiment avec lui ? | Is She Really Going Out with Him | 20 avril 2017      | 7 mai 2018         | 19 novembre 2016   | 206        |
| 22 | 10 | L'éclipse des sentiments      | Total Eclipse of the Heart       | 21 avril 2017      | 8 mai 2018         | 7 janvier 2017     | 211        |
| 23 | 11 | Le blues du businessman       | Takin' Care of Business          | 24 avril 2017      | 9 mai 2018         | 14 janvier 2017    | 205        |
| 24 | 12 | Le malentendu                 | Don't Let Me Be Misunderstood    | 25 avril 2017      | 10 mai 2018        | 21 janvier 2017    | 212        |
| 25 | 13 | Rêve de stars                 | Don't Stop Believin'             | 26 avril 2017      | 10 mai 2018        | 28 janvier 2017    | 213        |

### Saison 3 (2017-2018)
Le 2 décembre 2016, la série est renouvelée pour une troisième saison de vingt épisodes, diffusée à partir du 8 juillet 2017. Et en France, à partir du 20 novembre 2017 toujours sur Nickelodeon Teen.
En Belgique, à partir du 28 août 2018
| №    | #    | Titre français                    | Titre original                          | Première diffusion     | Première diffusion                 | Première diffusion         | Code prod. |
| ---- | ---- | --------------------------------- | --------------------------------------- | ---------------------- | ---------------------------------- | -------------------------- | ---------- |
| 26   | 1    | Accroche-toi un peu               | Hold on Loosely                         | 20 novembre 2017       | 28 août 2018                       | 8 juillet 2017             | 301        |
| 27   | 2    | Je peux te dire un secret ?       | Do You Want to Know a Secret?           | 21 novembre 2017       | 28 août 2018                       | 15 juillet 2017            | 302        |
| 28   | 3    | Les goûts et les couleurs         | True Colors                             | 22 novembre 2017       | 29 août 2018                       | 22 juillet 2017            | 303        |
| 29   | 4    | Le chef du groupe                 | Leader of the Band                      | 23 novembre 2017       | 30 août 2018                       | 29 juillet 2017            | 305        |
| 30   | 5    | La nouvelle Summer                | The Other Side of Summer                | 24 novembre 2017       | 31 août 2018                       | 5 août 2017                | 307        |
| 31   | 6    | Salaire minimum                   | Minimum Wage                            | 8 mai 2018             | 3 septembre 2018                   | 12 août 2017               | 309        |
| 32   | 7    | De vrais héros                    | Heroes and Villains                     | 7 mai 2018             | 4 septembre 2018                   | 18 novembre 2017           | 304        |
| 33   | 8    | Rock le vent d'hiver              | Jingle Bell Rock                        | 9 mai 2018             | 5 septembre 2018                   | 3 décembre 2017            | 315        |
| 34   | 9    | Sois kool                         | Kool Thing                              | 10 mai 2018            | 6 septembre 2018                   | 7 janvier 2018             | 311        |
| 35   | 10   | Un tout petit mensonge            | Would I Lie to You?                     | 11 mai 2018            | 7 septembre 2018                   | 14 janvier 2018            | 308        |
| 36   | 11   | Chien-chien d'amour               | Puppy Love                              | 14 mai 2018            | 10 septembre 2018                  | 21 janvier 2018            | 306        |
| 37   | 12   | L'amour est un champ de bataille  | Love is a Battlefield                   | 15 mai 2018            | 11 septembre 2018                  | 28 janvier 2018            | 312        |
| 38   | 13   | Question de confiance             | A Matter of Trust                       | 16 mai 2018            | 12 septembre 2018                  | 11 février 2018            | 310        |
| 39   | 14   | Ça pourrait lui manquer           | Don't Know What You Got (Til It's Gone) | 17 mai 2018            | 13 septembre 2018                  | 18 février 2018            | 314        |
| 40   | 15   | Même pas peur                     | Not Afraid                              | 18 mai 2018            | 14 septembre 2018                  | 25 février 2018            | 319        |
| 41   | 16   | Surprise surprise                 | Surprise, Surprise                      | 21 mai 2018            | 17 septembre 2018                  | 4 mars 2018                | 313        |
| 42   | 17   | Sauve qui peut                    | We Gotta Get Outta This Place           | 22 mai 2018            | 18 septembre 2018                  | 11 mars 2018               | 316        |
| 43   | 18   | Chaque photo raconte une histoire | Photograph                              | 23 mai 2018            | 19 septembre 2018                  | 18 mars 2018               | 320        |
| 4445 | 1920 | I Love Rock and Roll              | I Love Rock and Roll                    | 24 mai 201825 mai 2018 | 20 septembre 201821 septembre 2018 | 1er avril 20188 avril 2018 | 317318     |

## Univers de la série

### Personnages
- Tomika est une écolière de 12 ans qui joue de la basse électrique et est aussi la chanteuse principale du groupe. Elle est la meilleure amie de Summer. Elle a embrassé "accidentellement" Zack dans l'épisode "Le malentendu".
- Freddy est un écolier de 12 ans qui joue de la batterie. Il se prend pour le beau de sa classe. Il commence à avoir des sentiments pour Summer à partir de la saison 2. Il échangera un baiser avec elle dans l'épisode "I Love Rock and Roll"
- Summer est une écolière de 12 ans qui joue du tambourin et est aussi la manager du groupe. Elle est la meilleure amie de Tomika. Elle est amoureuse de Freddy avec qui elle échangera un baiser.
- Zack est un écolier chinois de 12 ans qui joue de la guitare électrique. Il échangera un baiser "accidentel" avec Tomika.
- Lawrence est un écolier de 12 ans qui joue du clavier électronique. Il est le cerveau de la bande. Il constituera un studio pour le groupe.
- M. Finn est le nouveau professeur suppléant et un ex-musicien rock qui enseigne aux enfants à jouer et à travailler ensemble en tant que groupe. Dans la deuxième saison, il obtient un poste d'enseignant régulier.
- Mme Mullins est la directrice de l'école. Dans la première saison, elle est un personnage récurrent qui devient principal à partir de la deuxième saison.
- Clark est un élève qui est le rival du groupe et est le seul à savoir leur véritable identité.

## Accueil

### Audiences
| Saison | Début de saison   | Début de saison | Début de saison | Fin de saison     | Fin de saison   | Fin de saison | Moyenne des téléspectateurs |
| Saison | Date de diffusion | Téléspectateurs | Réf.            | Date de diffusion | Téléspectateurs | Réf.          | Moyenne des téléspectateurs |
| ------ | ----------------- | --------------- | --------------- | ----------------- | --------------- | ------------- | --------------------------- |
| 1      | 12 mars 2016      | 2 380 000       | [ 14 ]          | 18 juin 2016      | 1 390 000       | [ 15 ]        | 1 490 000                   |
| 2      | 17 septembre 2016 | 1 340 000       | [ 16 ]          | 28 janvier 2017   | 1 180 000       | [ 17 ]        | 1 350 000                   |
| 3      | 8 juillet 2017    | 1 030 000       | [ 18 ]          | 8 avril 2018      | 670 000         | [ 19 ]        | 780 000                     |

### Distinctions

#### Récompenses et nominations
| Année | Récompenses                            | Catégorie                          | Résultat | Réf.   |
| ----- | -------------------------------------- | ---------------------------------- | -------- | ------ |
| 2016  | 68th Primetime Emmy Awards             | Programme exceptionnel pour enfant | Nommé    | [ 20 ] |
| 2017  | 28th Producers Guild of America Awards | Programme exceptionnel pour enfant | Nommé    | [ 21 ] |
| 2017  | 69th Primetime Emmy Awards             | Programme exceptionnel pour enfant | Nommé    | [ 22 ] |